# Mammisi
Un mammisi est une petite chapelle construite près d'un temple majeur qui servait aux représentations des mystères de la naissance divine. Le terme mammisi fut inventé par Jean-François Champollion au XIXe siècle.
Les exemples les plus célèbres que l'on peut encore visiter aujourd'hui datent pour la plupart des époques ptolémaïque et romaine.

## Description
Dans sa forme développée et connue, le mammisi le plus ancien date de Nectanébo Ier de la XXXe dynastie qui en édifia un premier à Dendérah. Doté d'un hypostyle par le pharaon Ptolémée VI et d'un péristyle par Ptolémée X, il était dédié à Harsiesis (« Horus fils d'Isis »).
L'exemple sera alors suivi et répété dans chaque grand sanctuaire du pays reconstruit par les souverains gréco-romains. Outre Dendérah, on peut ainsi citer les mammisi d'Edfou et de Philæ, mais on en trouve également à Kôm Ombo, El Kab, etc. Du fait de leur édification relativement récente ces monuments sont assez bien conservés méritant d'être davantage décrits et étudiés.

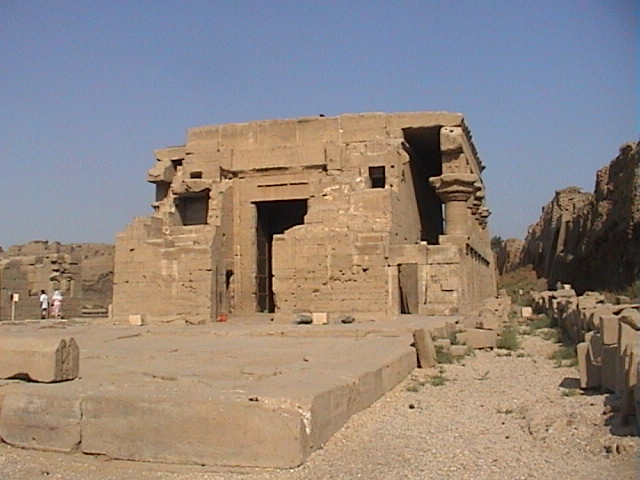
Mammisi de Dendérah

Ils formaient en général des édifices périptères qui étaient placés soit perpendiculairement à l'axe du grand temple auquel ils étaient rattachés, comme à Dendérah ou Edfou, soit accolé au temple, comme à Philæ.
Les portiques qui entouraient le naos étaient constitués de colonnes à chapiteaux composites reliés entre eux par des murs bahuts ou murs d'entrecolonnement formant ainsi des panneaux illustrés où le souverain régnant sacrifiait et faisait offrande aux dieux.
Plusieurs salles se succédaient et étaient consacrées aux différentes étapes de la naissance divine. On y trouvait en général des représentations des déesses destinées à accompagner l'accouchement céleste ou encore garantes de la fertilité. Thouéris, Râttaouy, les Sept Hathor qui présidaient à la naissance y étaient particulièrement vénérées mais on y retrouvait également Bès et Khnoum ainsi qu'Osiris en tant que dieux de la fertilité et de la prospérité.
Les mammisi formaient donc une traduction architecturale du mythe de la naissance divine et de son éternelle répétition. À dater de la fin de la Basse époque ces édifices viennent confirmer le rétablissement du pouvoir royal que chaque dynastie s'emploiera à affirmer au cœur même des grands sanctuaires du pays y compris les empereurs romains.

## Origines

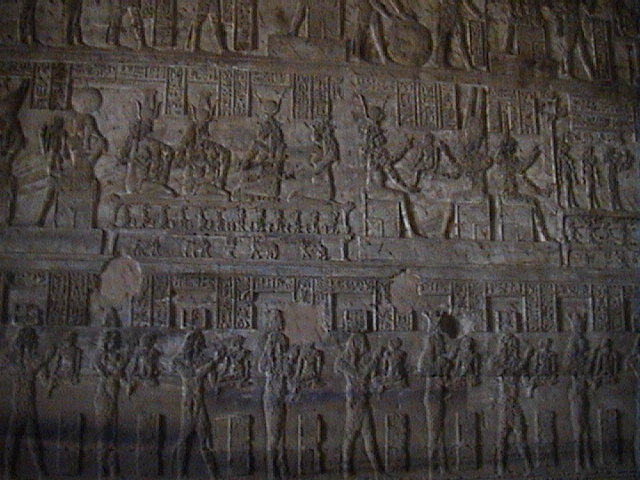
Relief de la salle de la naissance divine du mammisi de Dendérah.

L'origine et la fonction de ce type de sanctuaire seraient à rechercher dans les temples jubilaires et divins du Nouvel Empire qui pour certains comportent des salles consacrées à la naissance divine du roi.
Ainsi le temple d'Hatchepsout à Deir el-Bahari présente les scènes d'une théogamie ou Amon visite la reine mère (mère se dit « mout » en égyptien ancien) et, la fécondant, conçoit l'héritier légitime du trône d'Horus. Ces scènes seront également reproduites au cœur même du temple de Louxor par Amenhotep III.
Le Ramesséum possédait un temple accolé consacré à la mère du roi. Il n'en reste que le plan au sol aujourd'hui mais des éléments ont été retrouvés remployés à Médinet Habou et semblent suggérer que ce petit temple était également consacré à la naissance divine de Ramsès II.
À Karnak même, à proximité du temple de Mout, un petit temple restauré et agrandi par Amenhotep III était consacré au dieu Khonsou sous sa forme d'enfant de la triade thébaine.
Peu à peu avec la fin du Nouvel Empire, la royauté se morcela et remettant en cause le fondement dynastique et sa traduction cultuelle, le pays se trouvera divisé entre un pouvoir temporel au nord à Tanis et un pouvoir spirituel resté à Thèbes. 
Cette transformation aboutirait à la Basse époque à la création du mammisi.

## Galerie

Ruines de mammisi
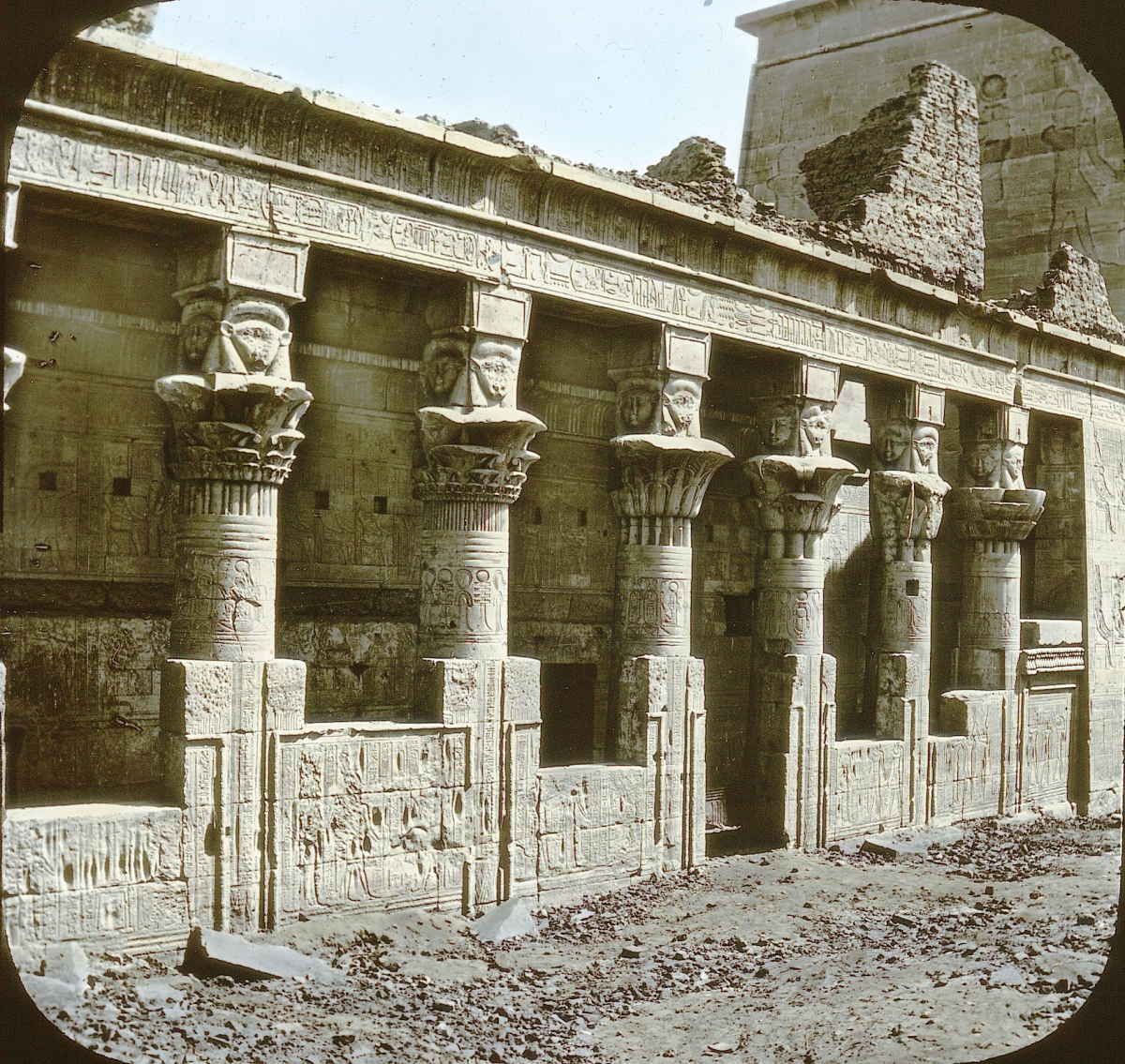
Ruines du mammisi de Philæ construit par différents pharaons ptolémaïques, sur une photographie ancienne..
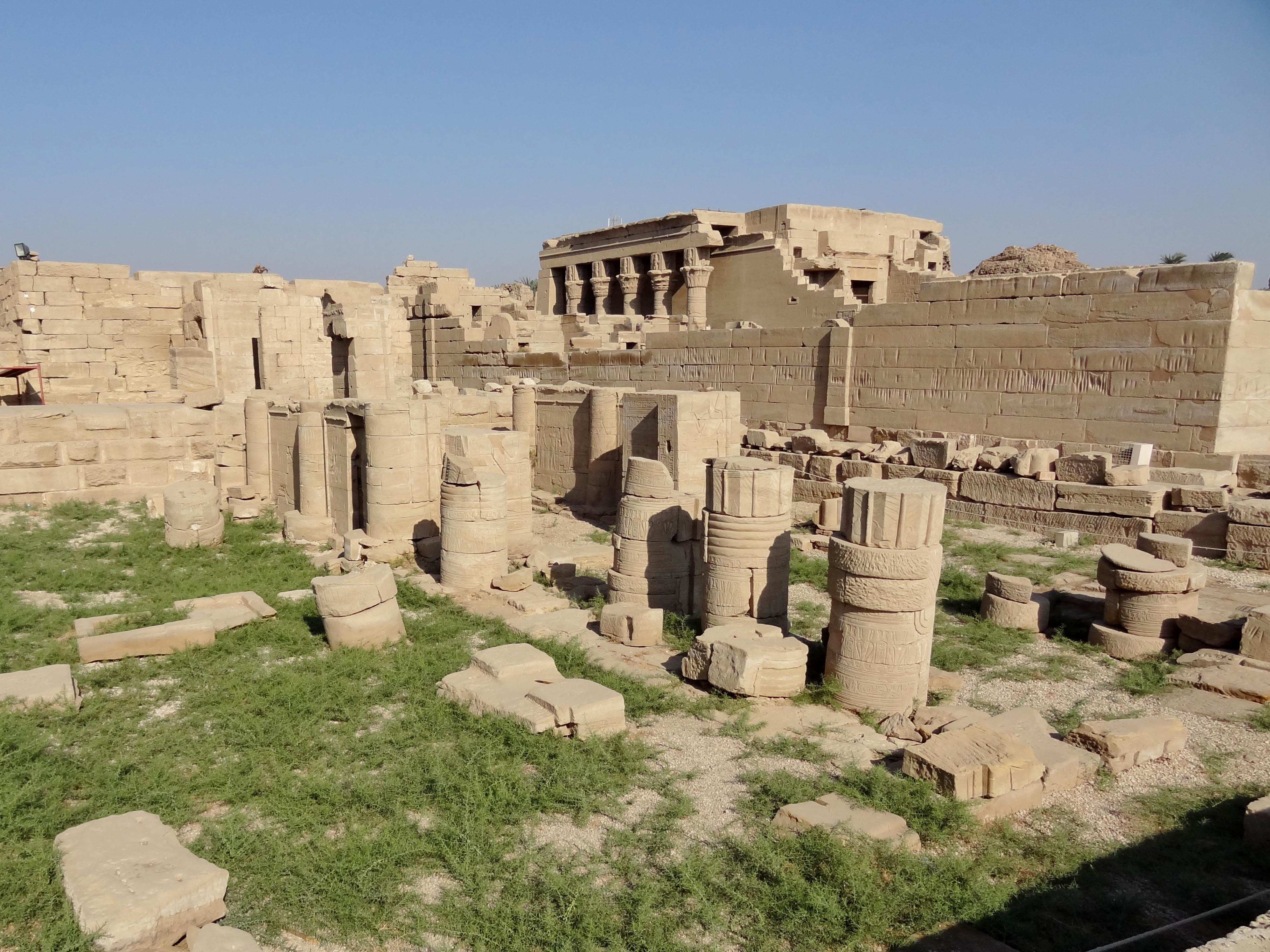
Ruines du mammisi de Dendérah construit par Nectanébo Ier.
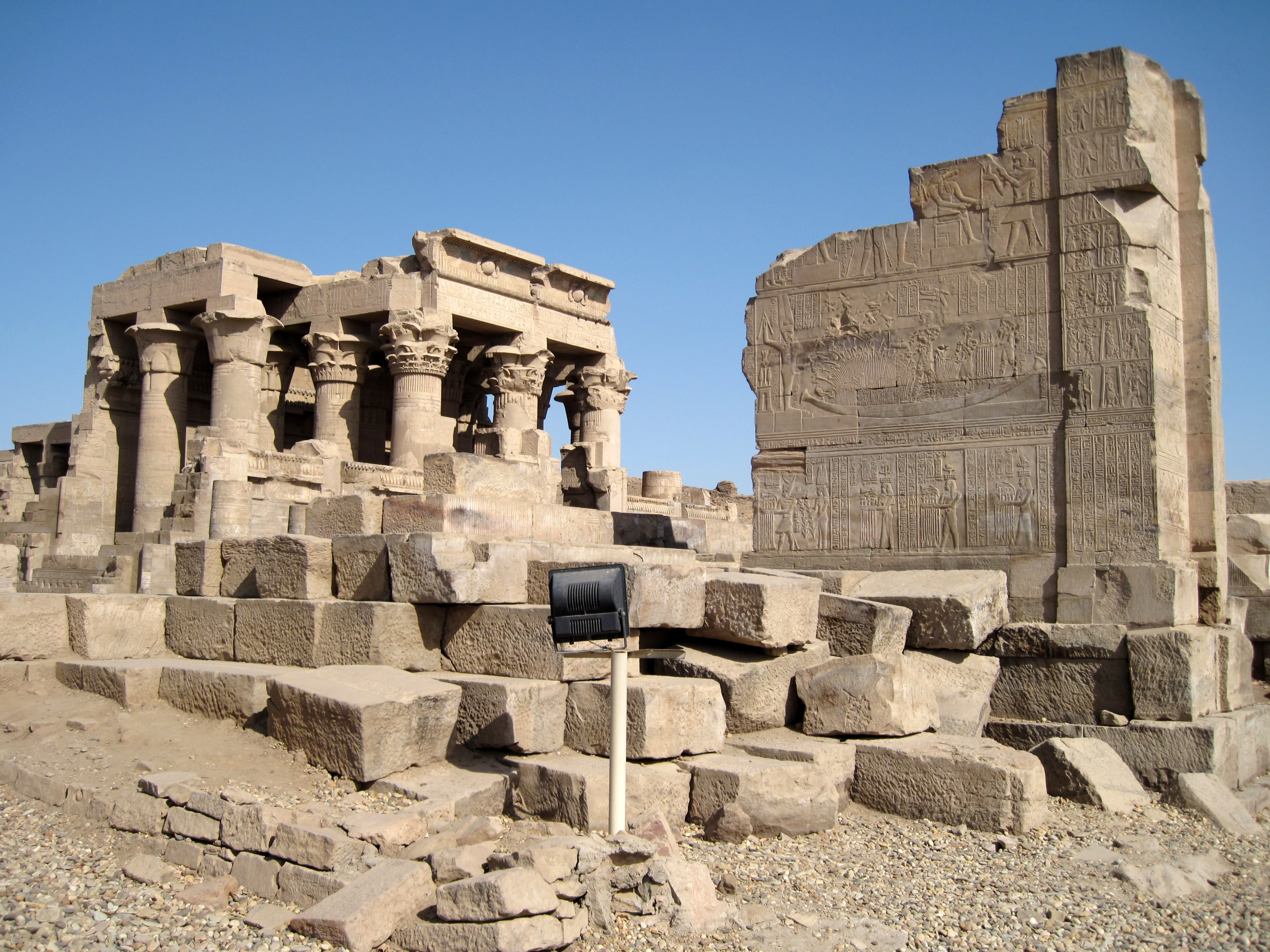
Ruines du mammisi de Kôm Ombo construit par le pharaon Ptolémée VIII.
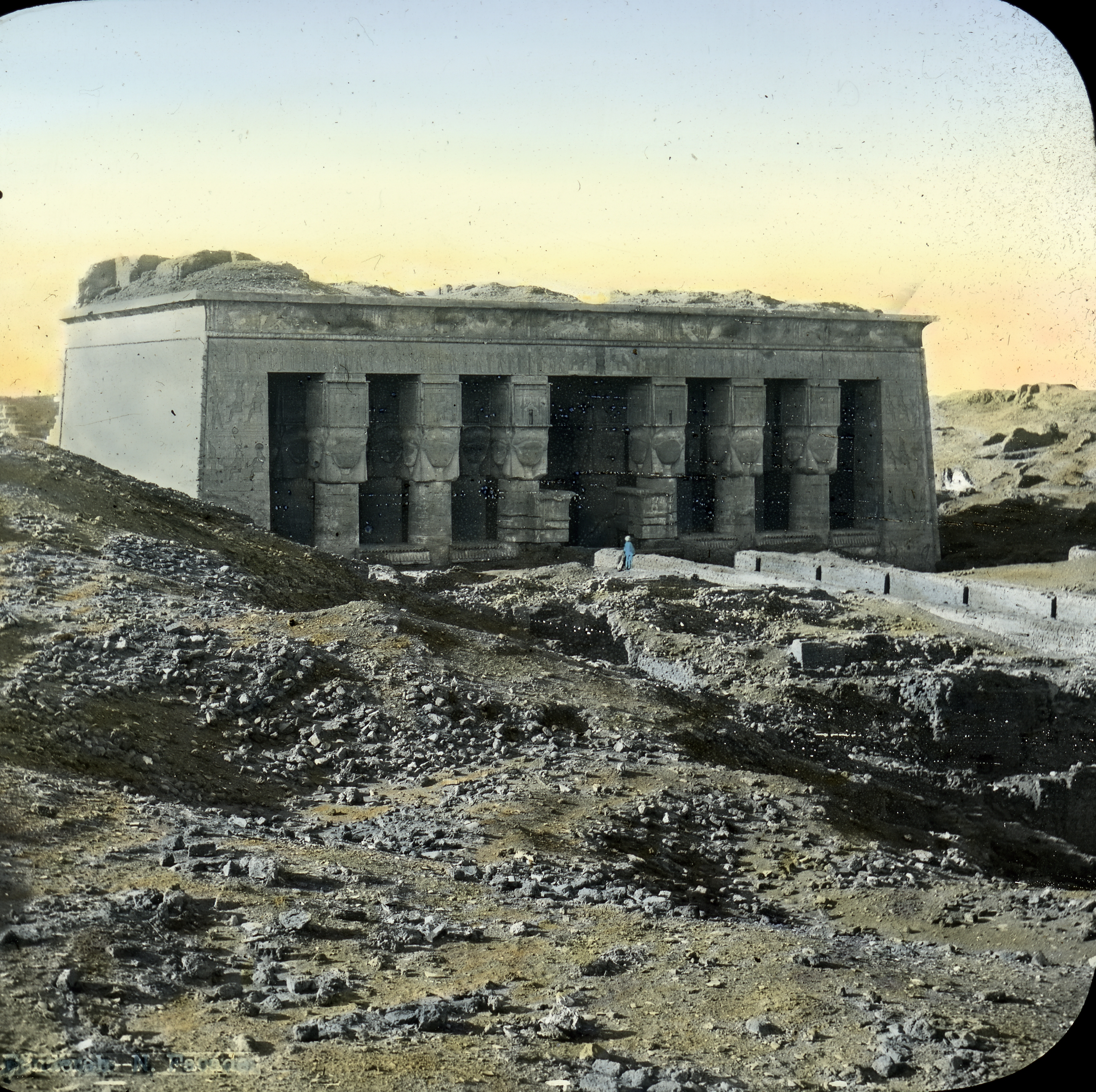
Ruines du mammisi de Dendérah construit par divers Empereurs romains sur une photographie d'époque.
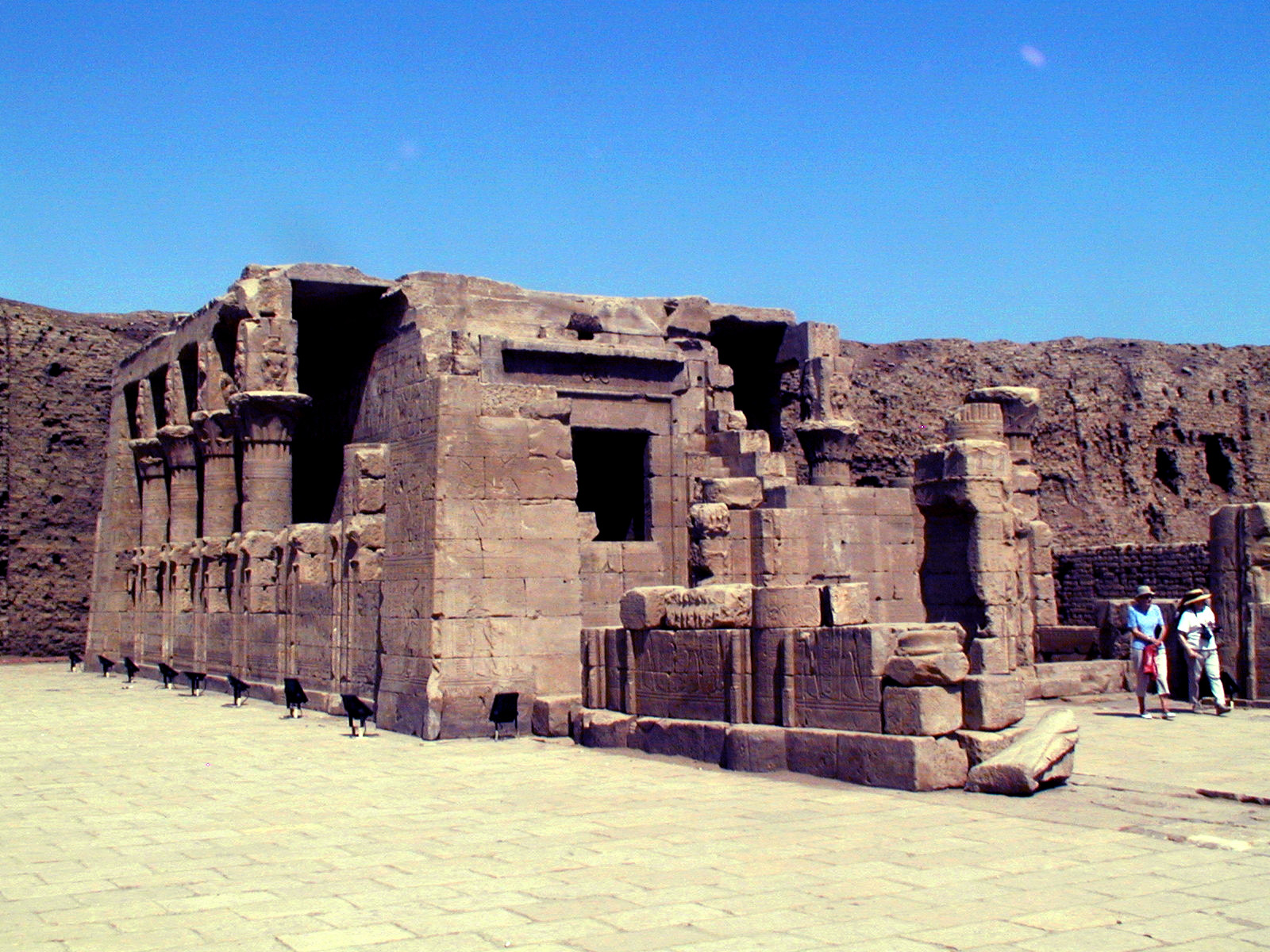
Ruines du mammisi d'Edfou construit par divers monarques ptolémaïques et romains.